# PRIDE 15
PRIDE 15: Raging Rumble fue un evento de artes marciales mixtas producido por PRIDE Fighting Championships, celebrado el 29 de julio de 2001 en el Saitama Super Arena de Saitama.